# ماتا غراندي
ماتا غراندي (بالبرتغالية: Mata Grande‏) هي بلدية تقع في البرازيل في ألاغواس.